# Erie
Erie (výslovnost [ˈɪəri]IPA) je průmyslové město v Pensylvánii ve Spojených státech amerických. Leží na břehu Erijského jezera, jezero i město jsou pojmenovány podle kmene Indiánů, který zde původně žil. V rámci Pensylvánie se se zhruba sto tisíci obyvateli jedná o čtvrté největší město (po Filadelfii, Pittsburghu a Allentownu). Jsou-li připočítány i příměstské oblasti, žije zde skoro 300 tisíc lidí. Erie je také sídlem správy stejnojmenného okresu.
Nejbližší jiná velká města jsou Cleveland v Ohiu a Buffalo ve státě New York a
Pittsburgh v Pensylvánii.

## Osobnosti města
- Harry T. Burleigh (1866–1949), hudební skladatel
- Jay Migliori (1930–2001), jazzový saxofonista a flétnista
- Paul Weitz (1932–2017), vojenský letec a astronaut
- Norman Morrison (1933–1965), kvaker
- Nate Carr (* 1960), zápasník, volnostylař
- Patrick Monahan (* 1969), zpěvák, skladatel, hudebník a herec
- Jon Rice (* 1987), bubeník